# レクシー・マリー
レクシー・マリー（Lexie Marie,Lexi Marie、 1985年12月13日 - ）は、アメリカ合衆国のポルノ女優。アリゾナ州スコッツデール出身。

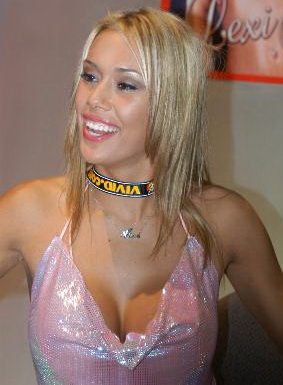
レクシー・マリー

## 出演作品
- 2009年 - ダイナマイト・コップ